# 네팔 U-23 축구 국가대표팀
네팔 U-23 축구 국가대표팀은 네팔을 대표하는 23세 이하 축구 국가대표팀으로 현재까지 하계 올림픽과 AFC U-23 아시안컵 본선 기록은 전무하며 성인대표팀과 마찬가지로 아시아 축구 최약체팀으로 평가받고 있는 팀들 가운데 하나다.

## 국제 대회 경력

### 아시안 게임
아시안 게임에는 2014년 대회과 2018년 대회에 2회 연속으로 출전했지만 2번의 대회에서 모두 3전 전패의 처참한 성적을 거두는 등 현재까지도 아시아 축구 변방에서 여전히 벗어나지 못하고 있다.

### 남아시아 경기 대회
2004년 대회를 시작으로 5회 연속 남아시아 경기 대회에 출전하여 2016년과 홈에서 열린 2019년 대회에서 금메달을 따냈고 2006년 대회에서는 동메달을 따냈다.

## 주요 대회 성적

### 하계 올림픽
| 연도   | 결과      | 경기      | 승        | 무        | 패        | 득점      | 실점      |
| ------ | --------- | --------- | --------- | --------- | --------- | --------- | --------- |
| 2000년 | 불참      | 불참      | 불참      | 불참      | 불참      | 불참      | 불참      |
| 2004년 | 예선 탈락 | 예선 탈락 | 예선 탈락 | 예선 탈락 | 예선 탈락 | 예선 탈락 | 예선 탈락 |
| 2008년 | 불참      | 불참      | 불참      | 불참      | 불참      | 불참      | 불참      |
| 2012년 | 불참      | 불참      | 불참      | 불참      | 불참      | 불참      | 불참      |
| 2016년 | ?         |           |           |           |           |           |           |
| 합계   | 0/4       | 0         | 0         | 0         | 0         | 0         | 0         |

### 아시안 게임
| 연도                                       | 결과     | 경기 | 승   | 무   | 패   | 득점 | 실점 |
| ------------------------------------------ | -------- | ---- | ---- | ---- | ---- | ---- | ---- |
| 모든 연령의 선수 참가에서 23세 이하로 변경 |          |      |      |      |      |      |      |
| 2002년                                     | 기권     | 기권 | 기권 | 기권 | 기권 | 기권 | 기권 |
| 2006년                                     | 기권     | 기권 | 기권 | 기권 | 기권 | 기권 | 기권 |
| 2010년                                     | 기권     | 기권 | 기권 | 기권 | 기권 | 기권 | 기권 |
| 2014년                                     | 조별예선 | 3    | 0    | 0    | 3    | 0    | 13   |
| 2018년                                     | 조별예선 | 3    | 0    | 0    | 3    | 1    | 5    |
| 합계                                       | 2/5      | 6    | 0    | 0    | 6    | 1    | 18   |

### AFC U-23 아시안컵
| 연도   | 결과      | 경기      | 승        | 무        | 패        | 득점      | 실점      |
| ------ | --------- | --------- | --------- | --------- | --------- | --------- | --------- |
| 2014년 | 예선 탈락 | 예선 탈락 | 예선 탈락 | 예선 탈락 | 예선 탈락 | 예선 탈락 | 예선 탈락 |
| 2016년 | 예선 탈락 | 예선 탈락 | 예선 탈락 | 예선 탈락 | 예선 탈락 | 예선 탈락 | 예선 탈락 |
| 2018년 | 예선 탈락 | 예선 탈락 | 예선 탈락 | 예선 탈락 | 예선 탈락 | 예선 탈락 | 예선 탈락 |
| 2020년 | 예선 탈락 | 예선 탈락 | 예선 탈락 | 예선 탈락 | 예선 탈락 | 예선 탈락 | 예선 탈락 |
| 합계   | 0/4       | 0         | 0         | 0         | 0         | 0         | 0         |

- 참고: AFC U-23 아시안컵이 올림픽 축구 아시아 지역 예선 역할을 한다.

## 같이 보기
- 네팔 축구 국가대표팀
- 네팔 U-17 축구 국가대표팀